# Igreja de São Martinho de Lérida
A Igreja de São Martinho (em catalão Església de Sant Martí) é uma igreja do século XII, situada na cidade de Lérida, Catalunha, Espanha.